# Vertical Limit
Vertical Limit è un film thriller di sopravvivenza statunitense del 2000 diretto da Martin Campbell, scritto da Robert King e interpretato da Chris O'Donnell, Bill Paxton, Robin Tunney e Scott Glenn. Il film è uscito l'8 dicembre 2000 negli Stati Uniti dalla Columbia Pictures, ricevendo recensioni contrastanti e incassando 215 milioni di dollari al botteghino.
Il film è stata la terza collaborazione tra Campbell e l'attore Stuart Wilson, dopo Fuga da Absolom (1994) e La maschera di Zorro (1998).

## Trama
Stati Uniti. L'alpinista Boyce Garrett tenta l'impresa di scalare un torrione di roccia nella Monument Valley, assieme ai figli Peter e Annie. Improvvisamente i tre vengono travolti da due alpinisti inesperti poco sopra di loro e rischiano di precipitare. Nonostante questi due si schiantino al suolo quasi subito, l'impatto ha irrimediabilmente compromesso la stabilità di Boyce e dei figli: poiché l'unico friend che ancora li sorregge rischia di staccarsi per il troppo peso, Boyce ordina a Peter di tagliare la corda. Dopo momenti tragici, Peter esegue l'ordine, facendo precipitare il padre.
Tre anni dopo Annie è divenuta un'esperta alpinista e tenta l'impresa di scalare il K2. Per questo viene assunta come guida da una spedizione sponsorizzata da una nuova compagnia aerea, la Majestic Air, con la quale l'imprenditore e alpinista Elliott Vaughn spera di rilanciare i propri affari. La spedizione è guidata da Tom McLaren.
Peter, che dal giorno della tragedia ha abbandonato l'alpinismo e lavora come fotografo per National Geographic, si trova in quel periodo proprio in Pakistan e, in seguito all'infortunio di un collega, soccorso dall'esercito pakistano, raggiunge il campo base degli alpinisti. L'indomani la spedizione della Majestic Air si inerpica sulle pendici del K2, alla testa di Tom, Elliott e Annie con la guida locale Aziz. Le previsioni assicurano bel tempo, ma un'improvvisa tormenta spazza via la spedizione. Si salvano solo Tom, Elliot e Annie, caduti in un crepaccio. Le loro condizioni sono però disperate: Tom è gravemente ferito, e sia lui che Annie ed Elliott rischiano seriamente un edema polmonare.
Nonostante l'opposizione degli altri al campo base, Peter decide di organizzare una missione di soccorso. Anzitutto si rivolge all'esercito pakistano, facendosi elargire contenitori di nitroglicerina da far brillare per spazzare via la neve e liberare l'uscita del crepaccio. Si decide di affrontare il monte in tre cordate di due membri ciascuna: per questo Peter viene seguito da Monique Aubertine, dalla guida locale Kareem Nazir e dai bizzarri fratelli australiani Cyril e Malcolm Bench. Come sesto uomo, a capo della spedizione di salvataggio, la scelta cade su alpinista di grande esperienza, che conosce bene il K2: è Montgomery Wick, ex-guida che vive da anni sulla montagna in cerca del corpo della moglie. Questa, anni prima, stava guidando una spedizione quando una valanga travolse la comitiva: mai ritrovata, si sa solo che è morta di edema. Wick è intenzionato a farla pagare a Elliot, che prendeva parte a quella spedizione e che, secondo Wick, per salvarsi aveva sottratto tutto il Desa (il medicinale contro gli edemi) alla donna.
Su ordine di Wick, i sei si dividono in tre coppie: Wick con Peter, Cyril con Monique e Malcolm con Aziz. La spedizione di salvataggio si rivela subito un suicidio: la coppia Malcolm-Aziz viene spazzata via dallo scoppio del proprio contenitore di nitroglicerina, poiché, quest'ultima, investita dai raggi del sole diventa instabile ed esplode, mentre Cyril muore travolto da una valanga. Monique si salva per miracolo e si ricongiunge con Peter e Wick. Questi, nel tragitto, ritrova il cadavere ibernato della moglie, ritrovando il contenitore delle dosi del Desametasone, effettivamente vuoto, a conferma dei sospetti sulla colpevolezza di Elliot. Quindi i tre si accampano per la notte.
Nel frattempo, in fondo al crepaccio, Elliott, in preda alla disperazione e al suo egoismo, uccide Tom perché ritiene che consumi per niente le poche razioni di Desa rimaste. Annie, invece, si mette in contatto con il fratello via radio, cercando inutilmente di convincerlo a tornare indietro e a salvarsi la vita.
Anche tra i tre soccorritori superstiti non corre buon sangue: per impedire che Wick dia luogo alla sua vendetta, magari mettendo a repentaglio la vita di Annie, Peter e Monique decidono di prevenirlo, rimettendosi in cammino prima dell'alba. I due giungono a breve al crepaccio, ma le operazioni di salvataggio non sono facili: Annie non riesce a muoversi e deve essere estratta a bordo di una barella, ma la piccozza utilizzata come sostegno da Peter e Monique rischia di staccarsi dalla neve. Quando ormai la piccozza sta per saltare, Wick giunge sul posto e la rinsalda sulla neve: quindi si cala nel crepaccio, per aiutare il gruppo a mettersi in salvo. I cinque sono però troppo pesanti e la piccozza rischia nuovamente di staccarsi: Wick, allora, per salvare Annie, Monique e Peter e per compiere la sua vendetta nei confronti di Elliott taglia la corda, facendo cadere (e morire) entrambi in fondo al crepaccio.
Monique e Peter riescono a riportare Annie all'elicottero, che li riconduce al campo base. Ai tre vengono prestate le cure necessarie, mentre le immagini di Wick, Aziz, Tom, Cyril e Malcolm sono aggiunte al memoriale degli alpinisti caduti sul K2.

## Critiche
Il film fu molto criticato negli ambienti alpinistici a causa della sua inverosimiglianza e dell'idea del tutto lontana dalla realtà che dava della pratica alpinistica.